# Blood Dynasty
Blood Dynasty je dvanácté studiové album švédské melodické deathmetalové kapely Arch Enemy. Album vyšlo 28. března 2025. Je to první studiové album Arch Enemy, na kterém se podílel kytarista Joey Concepcion, a to po odchodu Jeffa Loomise z kapely v roce 2023.
Na propagaci nového alba zahájili Arch Enemy 12. listopadu 2024 turné Largo Camino Al Inframundo… v Mexiku. Krátce poté, 25. listopadu, kapela oznámila turné European Blood Dynasty 2025 Tour, na kterém vystoupí jako hlavní hvězda s Amorphis, Eluveitie a Gatecreeper.
Kapela dále rozšířila své turné a 18. prosince 2024 oznámila severoamerické turné Blood Dynasty 2025. Toto turné s předskokany Fit for an Autopsy, Baest a Thrown into Exile bylo prvním turné kapely po vydání alba Blood Dynasty .
Obal alba Blood Dynasty vytvořil umělec Alex Reisfar, který dříve tvořil grafiku pro alba Arch Enemy Will to Power (2017) a Deceivers (2022).
Při oznámení alba zakládající člen a kytarista Michael Amott prohlásil, že Blood Dynasty předčí očekávání fanoušků ohledně alba Arch Enemy, a řekl: „Toto nové album posouvá hranice toho, co jsme dosud udělali – je to všechno, co jste od této kapely očekávali, a ještě něco navíc! Nemůžeme se dočkat, až si ho poslechnete a pocítíte energii, kterou jsme vložili do každé skladby. Vítejte u ‚Blood Dynasty‘!“ 
Singl „Dream Stealer“ vyšel již 31. července 2024. Vydání alba bylo oznámeno v říjnu.
Skladba č. 9 je coververzí písně „Vivre Libre“ od francouzské heavymetalové kapely Blaspheme. Je to poprvé v jejich kariéře, co Arch Enemy vydali coververzi jako skladbu na standardní edici alba, nikoli na deluxe edici.

## Seznam skladeb
Autory hudby jsou Michael Amott a Daniel Erlandsson, pokud není uvedeno jinak.
| Pořadí | Název                   | Hudba              | Text                     | Délka |
| ------ | ----------------------- | ------------------ | ------------------------ | ----- |
| 1.     | Dream Stealer           |                    | Michael Amott            | 4:30  |
| 2.     | Illuminate the Path     |                    | Amott, Allisa White-Gluz | 4:48  |
| 3.     | March of the Miscreants |                    | Amott                    | 4:49  |
| 4.     | A Million Suns          | Amott              | Amott                    | 3:45  |
| 5.     | Dont Look Down          |                    | White-Gluz               | 4:07  |
| 6.     | Presage                 | Erlandsson         | Instrumentální           | 0:47  |
| 7.     | Blood Dynasty           |                    | Amott                    | 3:51  |
| 8.     | Paper Tiger             |                    | White-Gluz               | 3:56  |
| 9.     | Vivre Libre             | Pierre Holzhaeuser | Marc Fery                | 4:07  |
| 10.    | The Pendulum            |                    | Amott                    | 3:47  |
| 11.    | Liars & Thieves         |                    | White-Gluz               | 4:20  |

## Obsazení

### Arch Enemy
- Alissa White-Gluz – zpěv
- Michael Amott – kytara, doprovodný zpěv
- Jeff Loomis – kytara
- Sharlee D'Angelo – basová kytara
- Daniel Erlandsson – bicí

### Hosté
- Raphael Liebermann – violoncello ve skladbě 6